# Aktiengesetz (Vereinigte Staaten)
Die Börsen- und Aktiengesetze der Vereinigten Staaten sind die Gesetze, die die Einrichtung und den Umgang mit Börsen, Aktiengesellschaften, Aktien und sonstigen börsennotierten Finanzprodukten in den Vereinigten Staaten regeln.

## Hintergründe
Zu den wichtigsten amerikanischen Aktien- und Börsengesetzen zählen
- der Securities Act of 1933,
- der Securities Exchange Act of 1934,
- der Public Utility Holding Company Act of 1935,
- der Trust Indenture Act of 1939,
- der Investment Company Act of 1940,
- der Investment Advisers Act of 1940,
- der Securities Investor Protection Act of 1970 sowie
- der Sarbanes-Oxley Act of 2002

## Securities Act of 1933
Der Securities Act of 1933 wurde im Jahre 1933 vom amerikanischen Kongress als Reaktion auf die vorhergehende Weltwirtschaftskrise erlassen.

### Rule 144A
Eine der für deutsche Investoren und Gesellschaften wichtigsten Regelungen in diesem Gesetz ist die vielzitierte Rule 144A, die es qualifizierten institutionellen Investoren (Qualified Institutional Buyers) ermöglicht, mit
privatplatzierten Wertpapieren zu handeln, ohne Haltefristen einhalten zu müssen.
Es muss zwar kein geprüfter Wertpapierprospekt für diese Privatplatzierung erstellt werden, allerdings ein sogenannter Offering Circular, der über die Eckdaten des Wertpapiers informiert.